# Carlos Gomes da Cruz
Carlos Gomes da Cruz, mais conhecido como Gomes (Timóteo, 23 de janeiro de 1962) é um ex-futebolista brasileiro que atuava como goleiro.

## Carreira
Formado em técnico em Eletrônica em Ipatinga e recusado pelo Atlético-MG, foi revelado nas categorias de base do Cruzeiro. Estreou no time principal em 8 de maio de 1982, no empate em 1x1 contra o Grêmio no Estádio Olímpico Monumental, válido pelo Torneio dos Campeões.
Chegou a disputar várias vezes a condição de titular, tendo como concorrentes Ademir Maria e Roberto Carlos. Entre 1986 e 1987, com o apoio de Raul Plasmann, foi onde se destacou e atingiu a titularidade, atuando com regularidade.
Gomes fez parte do grupo denominado como Atletas de Cristo.
Foi convocado para a Seleção Brasileira para partidas amistosas em 1987 contra a Alemanha, Iugoslávia, Inglaterra e França. Em 1990, Gomes foi reserva de Taffarel.
Seu último jogo pelo Cruzeiro aconteceu em 5 de maio de 1988, no Mineirão, 1x0 contra o Argentinos Juniors válido pelas quartas de final da Supercopa Libertadores. Em junho de 1988, foi vendido ao Grêmio.
Estreou pelo Grêmio em 11 de agosto de 1988, em jogo amistoso contra o Benfica no Estádio da Luz, em Portugal. Sua última partida foi em 30 de maio de 1991, contra o Criciúma, pela Copa do Brasil.
Após uma boa passagem pelo Grêmio, Gomes foi contratado pelo Pelotas e foi um dos grandes nomes do clube no Campeonato Gaúcho de 1992, onde foi Campeão do Interior.
Em 1993, disputou o Campeonato Carioca pelo America.
Passou pelo Santos entre 1993 e 1994.

### Títulos
Cruzeiro
- Campeonato Mineiro: 1987[3]

Grêmio
- Copa do Brasil: 1989

- Campeonato Gaúcho: 1989 e 1990

- Supercopa do Brasil: 1990

Pelotas
- Campeonato do Interior: 1992[19]